# Daytona (automerk)
Daytona is een Australisch sportwagenmerk. Voluit heet het bedrijf Daytona Motors Pty Ltd en het bedrijf maakt replica's die erg op de Britse Lotus Seven lijken. Daytona is gevestigd in Woodend (Victoria). Het merk voert niet naar het buitenland uit.
Alpha Sports ·
Amuza ·
Australian Kitcar ·
Birchfield ·
Bolwell ·
Carbontech ·
Classic Glass ·
Classic Revival ·
Cobra Craft · 
Daktari ·
Daytona ·
Deuce Customs ·
Devaux · 
DRB · 
Elfin · 
G-Force ·
Holden ·
Homebush · 
Kraftzwerk ·
Max Fx · 
Piper ·
PRB · 
Python ·
RCM ·
RMC ·
Roaring Forties ·
Robnell · 
Sirius